# Ceratognathus bitumulatus
Ceratognathus bitumulatus es una especie de coleóptero de la familia Lucanidae.

## Distribución geográfica
Habita en Nueva Gales del Sur y Victoria (Australia).